# モンマス (装甲巡洋艦)
モンマス（英語: HMS Monmouth）は、20世紀最初の10年間にイギリス海軍のために建造された同名階級の装甲巡洋艦、総合して「カウンティ巡洋艦」（各艦がイギリスの州（County）名に基づいて命名されていた）として知られた10隻の中のネームシップであった。
1903年の完成で、艦は海峡艦隊の第1巡洋艦戦隊に配備された。1906年に中国艦隊へ移され、1913年に母国へ戻り予備第3艦隊へ配備されるまでは当地に留まった。1914年8月に第一次世界大戦が始まると艦は再就役となり、ドイツ軍の通商破壊用戦力を捜索し、連合国の船舶を護るため大西洋中央区域の第5巡洋艦戦隊に配備された。到着後、艦はドイツ艦船に対してブラジル沿岸を巡察するために派遣され、その後に大西洋南部区域へ向かい、クリストファー・クラドック少将の戦隊によるドイツ軍東洋艦隊の捜索に加わるよう命令を受けた。彼は11月1日にドイツ軍艦隊をチリ沖合で見出した。ドイツ軍艦隊はクラドックの部隊を数で凌ぎ、個々においては戦闘力で上回っており、それらがクラドックの装甲巡洋艦の2隻をコロネル沖海戦で沈めた。モンマスは全乗組員とともに失われた。

## 設計と性能詳細

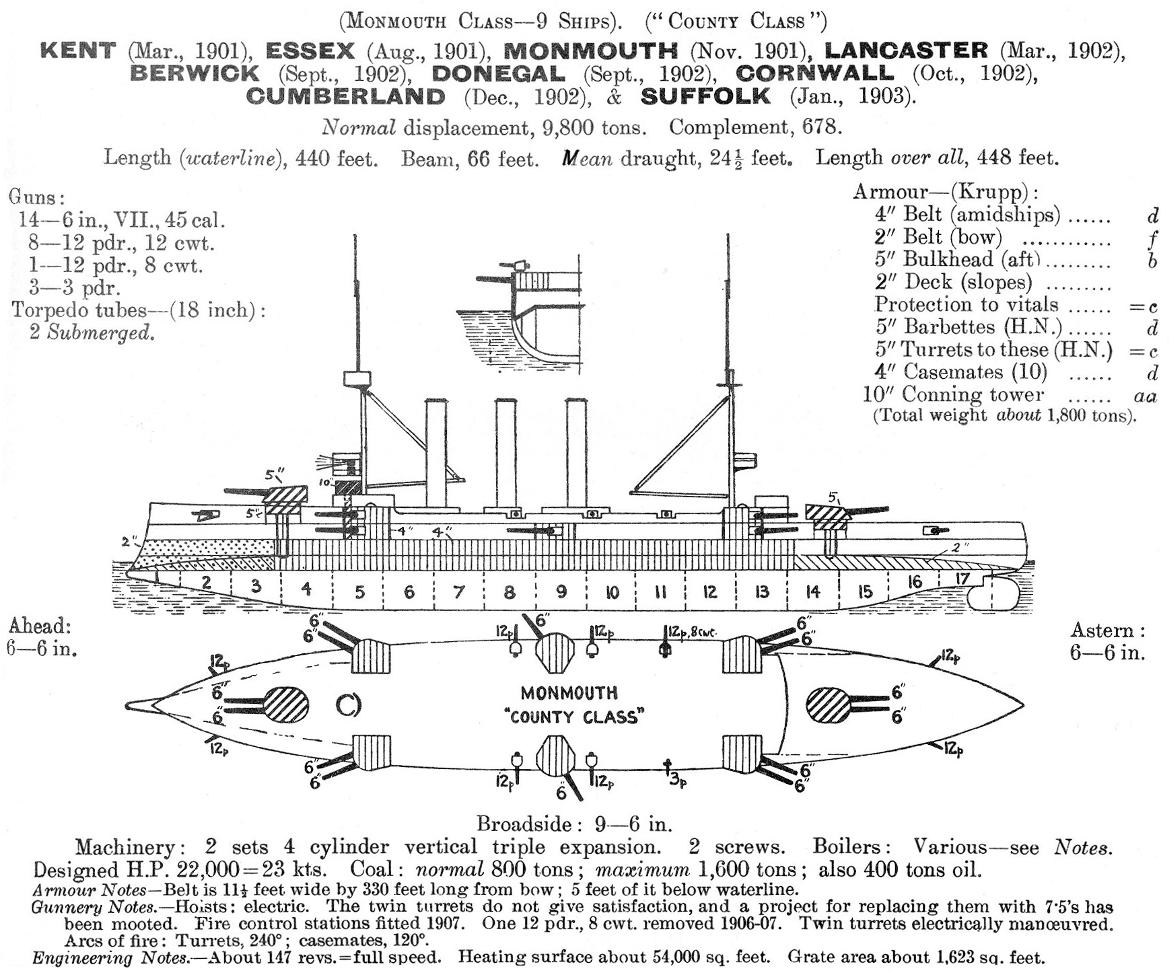
モンマス級装甲巡洋艦の、ジェーン海軍年鑑による図解。

モンマスは排水量9,800ロングトン（1万トン）の設計であった。艦は全長463フィート6インチ（141.3メートル）、全幅66フィート（20.1メートル）、そして25フィート（7.6メートル）の平均喫水であった。動力部では2基の4気筒3段膨張蒸気機関がそれぞれの軸を駆動し、合計で2万2000指示馬力（1万6000キロワット）を発生させて最大速度23ノット（時速43キロ・26マイル）に達する設計となっていた。最も、モンマスは設計速度に達しなかった3隻のモンマス級の中に数えられた。各機関は31基のベルヴィール式石炭専焼水管缶から動力を得ていた。最大1,600ロングトン（1,625トン）の石炭を運び、乗組員は678名の士官と下士官兵から構成されていた。
主武装は14門の6インチ（15.2センチ）・後装式マーク7艦砲から成っていた。うち4門は2基の連装砲塔に設置されて、それぞれが上部構造の前部と後部に1基ずつ、他は艦中央部の砲郭enに据えられていた。中の6門は主甲板に設置され、天候が平穏な時にのみ使用可能であった。100ポンド（45キログラム）砲弾についておよそ1万2200ヤード（1万1200メートル）の最大射程を備えていた。10門の12ポンド12ハンドレッドウェイト（7.6センチ）速射砲が、水雷艇に対する防御のために備えられていた。モンマスはまた、3門の3ポンド（4.7センチ）ホッチキス砲と2基の18インチ（45センチ）水中魚雷発射管を装備していた。
艦の喫水線装甲帯は舷側中央部で4インチ（102ミリメートル）厚、端部で2インチ（51ミリ）厚であった。砲塔・砲塔下部円塔・砲郭の装甲は4インチ厚であった。保護用の甲板装甲は0.75インチから2インチ（19ミリから51ミリ）厚に渡り、司令塔は10インチ（254ミリ）厚の装甲に護られていた。

## 建造と就役

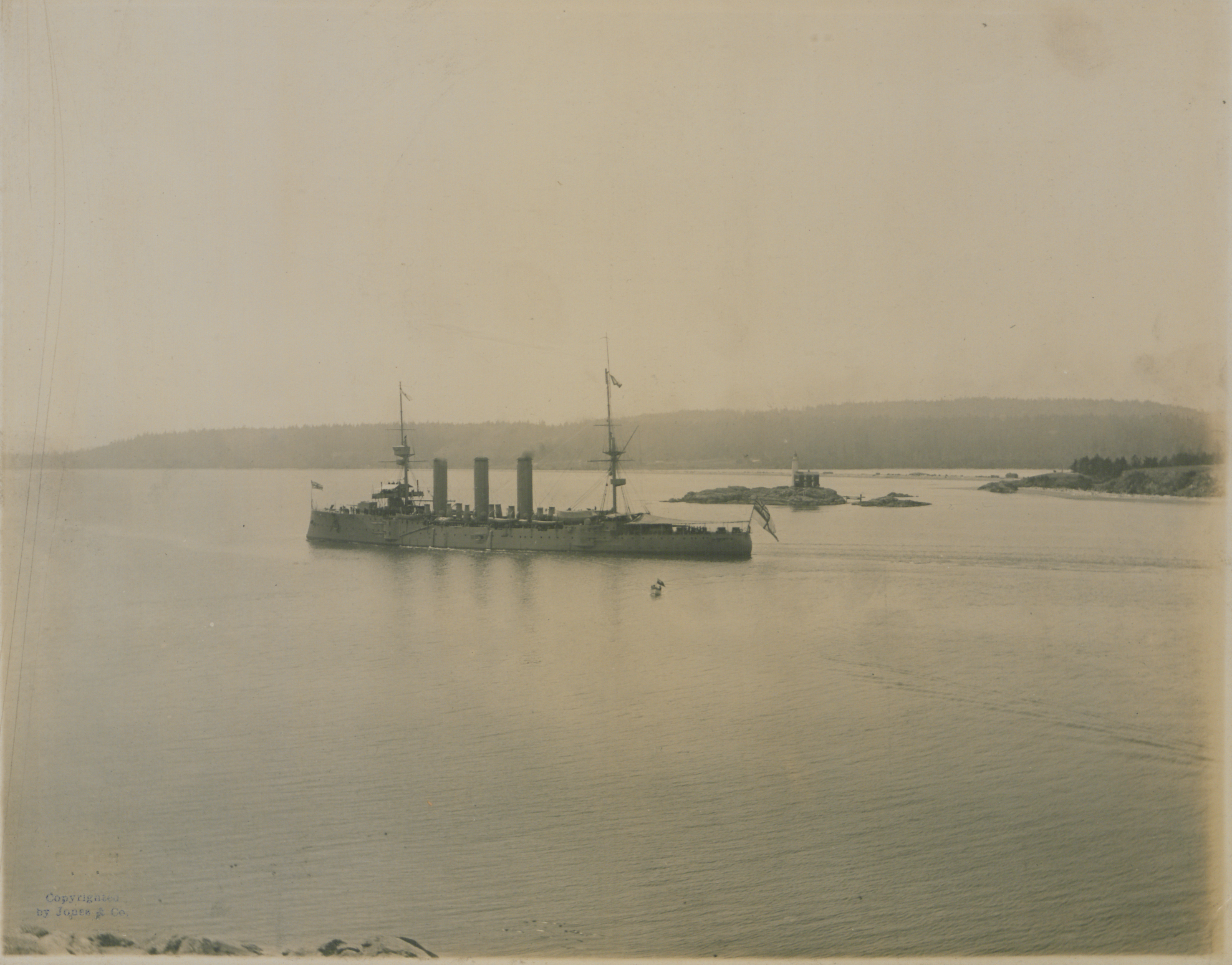
伏見宮貞愛親王が乗艦したモンマスが、エスクワイモルト港（カナダ）を離れる。（1907年）

ウェールズの州にあやかって命名されたモンマスは、1889年8月29日にロンドン・アンド・グラスゴー造船会社によってガヴァン（スコットランド・グラスゴー）の造船所において建造が開始され、1901年11月13日に進水となった。1902年3月末のグラスゴー港における定期船アッシリア号との接触事故があって、完成は遅れた。同年の8月末に試運転のためデヴォンポートへ到着したが、最終的に完成して受領されたのは1903年12月2日に至ってのことであり、当初は海峡艦隊の第1巡洋艦戦隊に配属された。1906年の1月末には暫定的にデヴォンポートで予備戦力とされ、次いで4月に中国艦隊での任務のため再就役した。
モンマスが中国艦隊に配属されていた時期に、日本の伏見宮貞愛親王が1907年の欧米訪問行の帰途、カナダのエスクワイモルト港から日本の横浜港までを艦で移動した。到着後の7月18日に、モンマスのジョン・アーサー・テューク艦長と艦の士官連は当時の駐日イギリス大使クロード・マクドナルドとともに東京の皇居を訪問し、明治天皇への謁見と宮中午餐会に臨んだ。テューク艦長と艦の士官連はマクドナルド大使とともに、東京・紀尾井町の伏見宮邸にも招かれている。艦は1913年まで中国艦隊に留まり、その後に帰国して予備の第3艦隊に配属された。
第一次世界大戦の勃発で艦は1914年8月4日に、ほとんどが予備役からなる乗組員をもって出動となり、カーボベルデ - カナリア諸島に駐留するアーチボルド・ストダート少将の第5巡洋艦戦隊へ送り出された。8月13日に到着するとストダートは艦をブラジル沿岸部へ、地域内での存在が判明していたドイツ軍軽巡洋艦群を捜索させるために派遣した。艦は9月中旬にクリストファー・クラドックの指揮下に入った。9月の末にクラドックはティエラ・デル・フエゴ地域の初探索を行って無益に終わり、次いでモンマスと他2隻をチリ海岸沿いへ、10月15日にバルパライソへ到着する探索行に派遣し、一方で自らの旗艦グッド・ホープは石炭の補給と海軍本部との連絡回復のために、フォークランド諸島のポート・スタンリーへ戻った。10月7日、彼はドイツ軍の伯爵マクシミリアン・フォン・シュペー中将の艦船が確かにホーン岬地域を目指しているとの報告を受け、自らの戦隊の補強役である、艦齢の高い前弩級戦艦カノーパスを待ち受けた。ポート・スタンリーに到着した当の艦は機械的な状態が良好でなく、その修理には時間を要した。グッド・ホープは艦を待たずに10月22日に出航してホーン岬を廻り、一方でカノーパスと他3隻の石炭船は翌日に発ち、マゼラン海峡経由のより短距離の航路を辿った。

### コロネル沖海戦

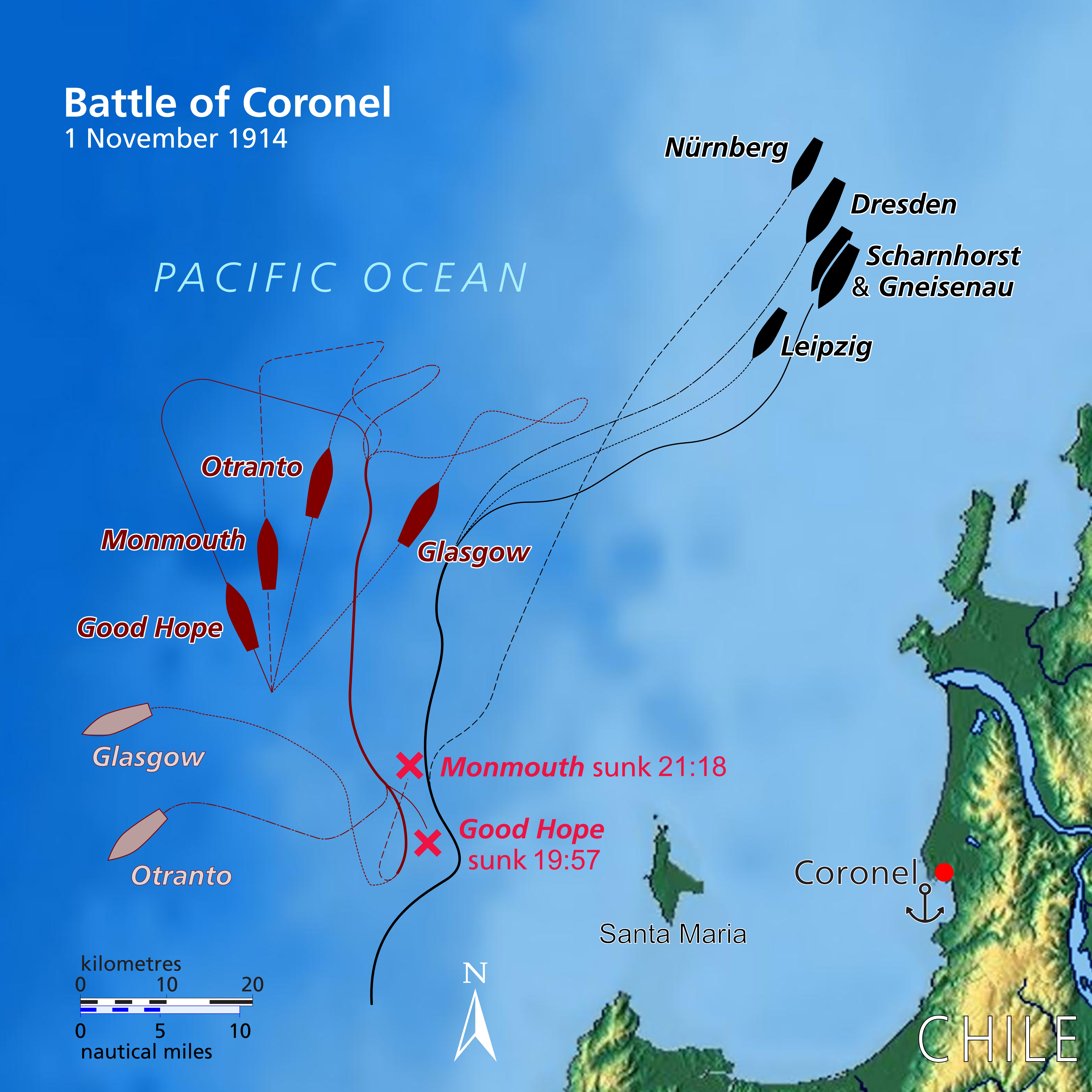
コロネル沖海戦の進行。

グッド・ホープは10月27日にチリ遠方のチョノス諸島にあるバジェナル停泊地で、石炭補給のために戦隊の他の艦と合流した。2日後にカノーパスが到着してすぐに、クラドックは当の戦艦へ可能な限り速やかに後を追うように命じておいて出立した。彼は軽巡洋艦グラスゴーを前方偵察と、またチリのコロネルへ入港して海軍本部からの報告があれば受領し、ドイツ軍の活動に関する情報を得させるために派遣した。巡洋艦は10月29日の午後に、軽巡洋艦ライプツィヒが発したドイツ軍の無線信号を捕捉し始め、高速なドイツ艦によって追い込まれることを避けるため、クラドックの許可を得て2日間に渡りコロネル入港を遅らせた。ドイツ軍の補給船が既に当地におり、グラスゴーが日没頃に入港したことをシュペーに無線で伝えた。巡洋艦は11月1日の朝に出航したが、前の晩にその存在を知らされたシュペーは、既に艦を捕捉する計画を立てていた。
グラスゴーは巡洋艦隊の郵便物を積み込んだ後、9時15分にコロネルを出航し、4時間後に戦隊のその他と合流した。13時50分、クラドックは配下の各艦に15海里マイル（28キロメートル、17マイル）の間隔を置いて並行する戦列を組み、視程を最大限にするように命じておいて、10ノット（時速19キロ、12マイル）で北へ舵をとった。16時17分、ライプツィヒが最東端のイギリス艦であるグラスゴーを西方に認め、他方は3分後にライプツィヒの煙突の煙を認めた。17時10分、クラドックは配下の各艦へ、ドイツ軍艦隊に最も近いグラスゴーの方へ向かうよう命じた。集結すると18時18分、彼は各艦にグッド・ホープが先導する後方へ向けた戦列を形成させて、16ノット（時速30キロ、18マイル）で南東方向に舵をとった。装甲巡洋艦シャルンホルストとグナイゼナウの8.3インチ（21センチ）砲16門に匹敵するのは彼の旗艦の9.2インチ（23.4センチ）砲2門のみであったので、数がより多い6インチ（15.2センチ）砲を活かすためには距離を詰める必要があった。しかし7度の強風と高波により、それらの砲の半数は海面に近すぎて使用を妨げられていた。彼はまた、陽の光がドイツ軍砲手の目をくらませるように、沈む太陽を自らの有利に活用することをも望んでいた。シュペーはイギリス勢に有利に働く要因をよく弁えており、クラドックに距離を詰めさせるままにはしておかなかった。彼の配下各艦は、仮装巡洋艦オトラントの16ノットの最大速度にあって遅行させられていたイギリス勢よりも高速であり、状況が自らに適した方へと変わるよう、彼は距離を1万8000ヤード（1万6000メートル）にまで開いた。太陽は18時50分に沈み、それが淡い空を背景としたイギリス艦の輪郭を露わにし、一方でドイツ艦は背後の海岸線と見分けがつかなくなった。

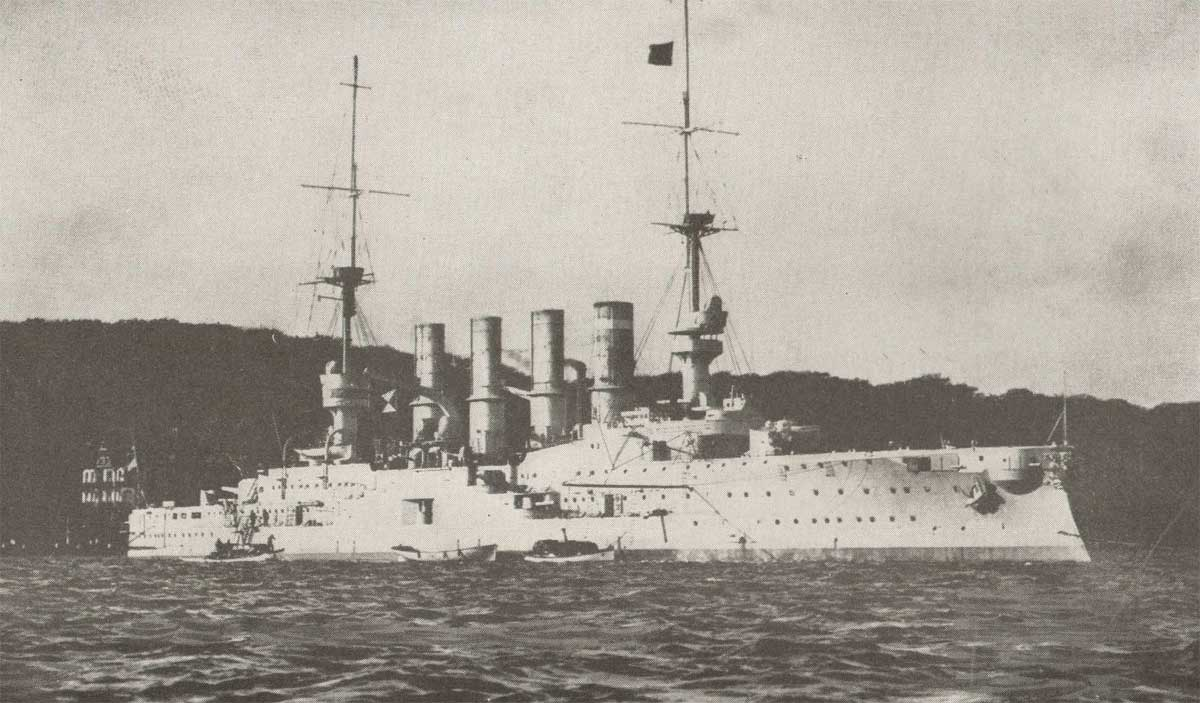
グナイゼナウ。

シュペーは直ちに接近に転じ、19時4分に距離が1万2300ヤード（1万1200メートル）まで縮まったところで、配下各艦へ砲撃開始の合図を送った。シュペーの旗艦シャルンホルストはグッド・ホープと交戦し、グナイゼナウはモンマスを砲撃した。ドイツ軍の砲撃は極めて正確であり、両装甲巡洋艦は6インチ砲の射程の外にありながら速やかにイギリス軍の対手への直撃を記録し、両艦に火災を起こさせた。クラドックは距離を詰めることが自らの唯一の活路であると知っており、シュペーの配下各艦が加えてくる打撃にもかかわらずそれを続行した。19時23分には戦闘開始時のほとんど半分にまで距離が縮まっており、イギリス艦は耐えながら前進した。グナイゼナウからの1発の砲弾がモンマスの前部砲塔の屋根を吹き飛ばして火災を発生させ、弾薬の誘爆を引き起こして砲塔を艦から完全に取り払わせた。シュペーは雷撃を危惧して距離を開こうとしたものの、イギリス艦は19時35分にはわずか5,500ヤード（5,000メートル）の距離にいた。激しく損傷し、モンマスは速度を鈍らせ始めて戦列から逸れていった。

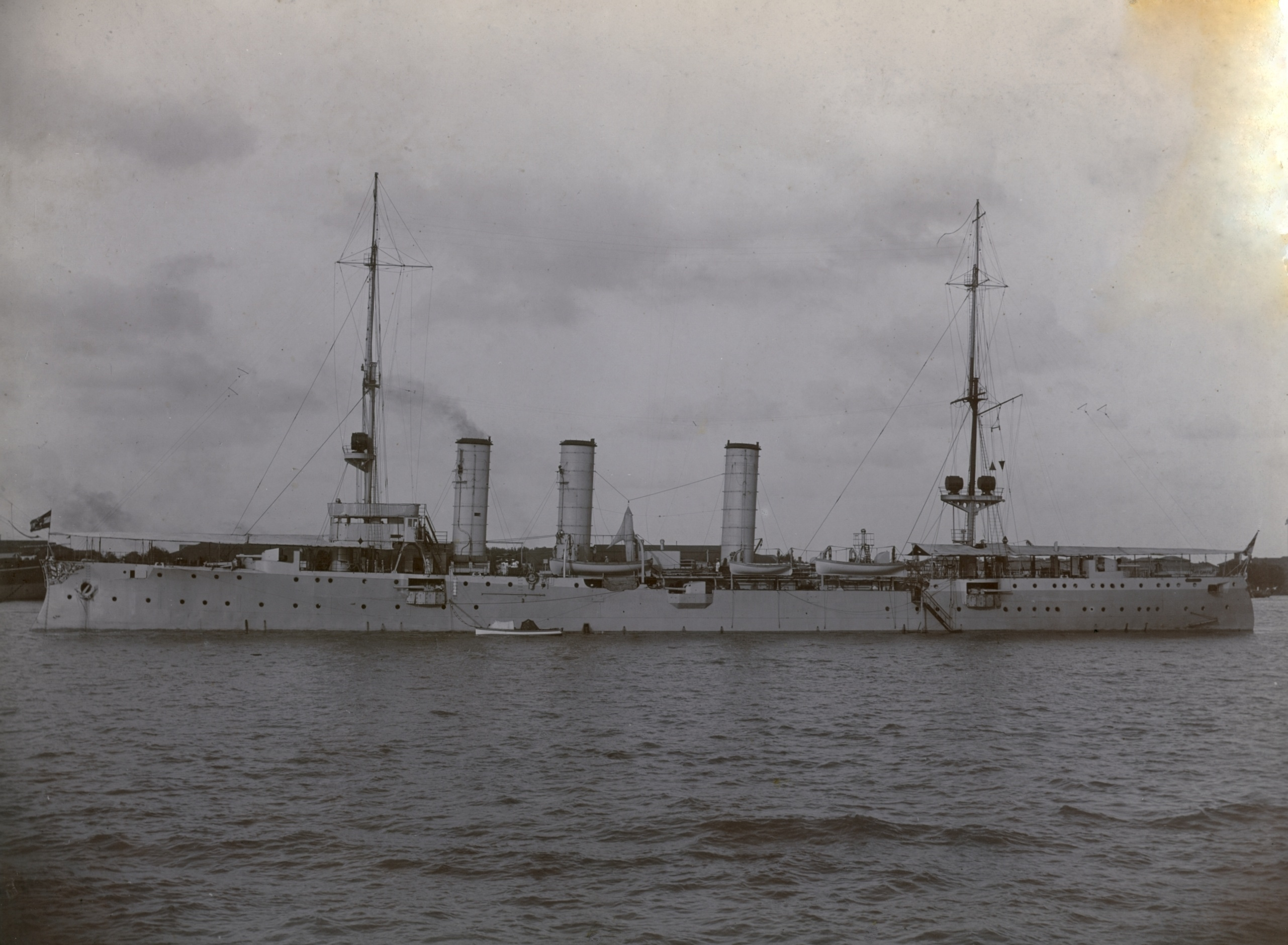
ニュルンベルク。

ドイツ軍の各装甲巡洋艦がグラスゴーをほぼ完全に素通りしたので、当の艦は全く別個に戦闘を遂行し、軽巡洋艦ライプツィヒ、そしてドレスデンとの間で決着をみない一騎打ちとなった。グラスゴーは20時5分にドイツ軍艦隊との接触を打ち切り、10分後にモンマスが傾斜して船首を下にし、火災は消し止めていたところを発見した。艦は北への大波に船尾を据えるために北を向こうと試みており、船首部に浸水していた。月光が両艦を照らし出しており、ドイツ軍が両艦を捜索中であったところで、規模で上回る艦を支援するためにグラスゴーになしうることはほとんどなかった。
軽巡洋艦ニュルンベルクはドイツ軍艦隊の後を追っており、20時35分にグラスゴーが上げる煙の雲を認め、さらに左舷へ10度傾いたモンマスを間もなくして目の当たりにした。ニュルンベルクが距離を詰める中でモンマスの傾斜は増大し、左舷の砲はいずれも使用不能であった。ドイツ軍巡洋艦は600ヤード（550メートル）以内にまで接近し、相手が艦旗を降ろして降伏することを期待して、その旗を自らの探照灯で照らし出した。イギリス艦からは応答がなく、ニュルンベルクは21時20分に上方へ照準を定めた砲撃を行ったが、なおも応答はなかった。そこでドイツ艦は魚雷を発射してこれは命中せず、次いで探照灯を消した。するとモンマスは速度を上げてニュルンベルクの方向へ向き直り、そこで対手の方は砲撃を再開した。モンマスは21時58分に転覆し、救助活動を試みるには海が荒れ過ぎていたことで、734名の乗組員全員が艦の道連れとなった。

## 文化・芸術への影響
- 『霧の国』（The Land of Mist）――イギリスの作家アーサー・コナン・ドイルによる1926年刊行の小説で、当時の作者の心霊主義に対する傾倒を反映した内容となっている。作中、主人公の新聞記者エドワード・マローンと冒険仲間のジョン・ロクストン卿が訪れた交霊会に現れた霊が、モンマスの乗組員として艦と運命をともにしたという身の上を語る[36][37]。

## 注記